# Скворчихинский сельсовет
Скворчихинский сельсовет — муниципальное образование в Ишимбайском районе Башкортостана.

## История
Скворчихинский сельсовет образован как Скворчихинский сельский совет Ишимбайского района БАССР на основании постановления ВЦИК от 20 августа 1930 года.
20 февраля 2001 года появилось решение Салаватского городского совета Республики Башкортостан «О передаче г. Салавату населённых пунктов д. Алакаево, д. Кинзякаево, д. Юлдашево, д. Михайловку Скворчихинского сельсовета Ишимбайского района Республики Башкортостан с принадлежащими им территориями и земель СПК „Маяк“»:
Принимая во внимание решение схода граждан — жителей населённых пунктов Алакаево, Кинзякаево, Юлдашево, Михайловки Скворчихинского сельсовета Ишимбайского района Республики Башкортостан (протоколы от 10 февраля 2001 года), распоряжение Кабинета Министров Республики Башкортостан от 16 февраля 2001 года № 145-р «Об утверждении НИИИП Градостроительства г. Санкт-Петербурга Генерального плана г. Салавата», в с соответствии со ст. 15 Закона Республики Башкортостан «Об административно-территориальном устройстве Республики Башкортостан», Салаватский городской Совет решил:

1. Направить ходатайство Ишимбайскому городскому Совету о передаче г. Салавату населённых пунктов: д. Алакаево, д. Кинзякаево, д. Юлдашево, д. Михайловка Скворчихинского сельсовета Ишимбайского района Республики Башкортостан с принадлежащими им территориями, фонда перераспределения, земель СПК «Маяк» и земель других землепользователей, находящихся в границах хозяйства.

2. Просить Государственное Собрание — Курултай Республики Башкортостан о передаче данных населенных пунктов г. Салавату с образованием Кинзякаевского сельсовета в составе города.

Председатель Салаватского городского Совета А. Т. Галиев.

Это решение выполнено не было.
В газете «Республика Башкортостан» житель Салавата Сергей Матюшин писал:

Вокруг Салавата множество садово-огородных товариществ. Появились и благоустроенные посёлки-спутники. Район Яшельтау, на мой взгляд, перспективнее всех иных. Основные коммуникации и хорошая их перспектива, конечно, важнейшие условия развития посёлка, превращения его в благоустроенный пригород. Надо сказать, что вообще правый берег Белой замечателен во всех отношениях для развития нашей «плёночной культуры». Он никогда не подтапливается, поскольку это приподнятая над рекой терраса. Там прекрасные луга и лес, уникальные условия для медосбора. Многие пахотные пространства находятся в относительном запустении и вряд ли оживут — в деревнях правого берега население уменьшается день ото дня, множество ветхих домов. То есть земли для малоэтажной застройки в избытке.— Матюшин С. Переберёмся ли мы на житьё за город? // Республика Башкортостан : газета. — Уфа, 2008. — 9 сентября. — № 175.
Согласно закону «О границах, статусе и административных центрах муниципальных образований в Республике Башкортостан» (в ред. Законов РБ от 20.07.2005 г. № 211-З, от 21.06.2006 г. № 329-З, от 29.12.2006 г. № 404-З) имеет статус сельского поселения.

## Население
| 2002 | 2009  | 2010 | 2012 | 2013 | 2014 | 2015 |
| ---- | ----- | ---- | ---- | ---- | ---- | ---- |
| 1002 | ↗1078 | ↘986 | ↘968 | ↗978 | ↘972 | ↘918 |
| 2016 | 2017  | 2018 |      |      |      |      |
| ↗923 | ↘894  | ↘888 |      |      |      |      |

## Состав сельского поселения
| №  | Населённый пункт | Тип населённого пункта       | Население |
| -- | ---------------- | ---------------------------- | --------- |
| 1  | Скворчиха        | село, административный центр | ↘459      |
| 2  | Кинзекеево       | село                         | ↘261      |
| 3  | Алакаево         | деревня                      | ↘119      |
| 4  | Новониколаевка   | деревня                      | ↗67       |
| 5  | Осиповка         | деревня                      | ↘21       |
| 6  | Юлдашево         | деревня                      | ↘16       |
| 7  | Слободка         | хутор                        | →12       |
| 8  | Лесное           | деревня                      | ↗11       |
| 9  | Яшельтау         | деревня                      | 9         |
| 10 | Торгаска         | хутор                        | ↗8        |
| 11 | Михайловка       | деревня                      | ↘3        |

## Местное самоуправление
Адрес администрации: Россия, 453226, Республика Башкортостан, Ишимбайский район, с. Скворчиха, Центральная ул., 20.
Телефон: +7 (34794) 7-41-28. Факс: +7 (34794) 7-41-19.

## Экономика

### Сельское хозяйство
Сельскохозяйственные предприятия:
- ООО «Колос» — с. Скворчиха;
- ООО «Межрегионбизнес-Агро» — с. Кинзекеево;
- КФХ «Колокольчик» — д. Осиповка;
- КФХ Яну С. А. — в районе с/о «Заречный».

### Торговля
Торговое обслуживание населения осуществляется 3 магазинами и 2 киосками.

### Транспорт и связь
Имеется отделение "Почты России" в селе Скворчиха.

## Образование
- Скворчихинская средняя общеобразовательная школа.
- Кинзекеевская общеобразовательная школа (филиал Алакаевская начальная общеобразовательная школа).

## Здравоохранение
Три фельдшерско-акушерских пункта (ФАП): Скворчихинский, Кинзекеевский, Алакаевский.

## Культура и искусство
- Скворчихинский сельский клуб.
- Кинзекеевский дом культуры.
- Две сельские библиотеки: Скворчихинская и Кинзекеевская.